# Anna Maria Fiorelli Lapini
Pour les articles homonymes, voir Fiorelli et Lapini.
Anna Maria Fiorelli Lapini, parfois appelée Anna Maria Lapini ou Anna Lapini, est une religieuse italienne, fondatrice des Pauvres filles des saints stigmates de saint François d'Assise ou « Stigmatines », née à Florence le 27 mai 1809, morte dans la même ville le 15 avril 1860. Dévouée aux pauvres, surnommée « la mamma de Florence » pour son dévouement pendant l'épidémie de choléra, ses vertus sont reconnues « héroïques » par l'Église catholique et elle est déclarée vénérable par Jean-Paul II le 12 avril 2003.

## Biographie
Anna Maria Fiorelli est née le 27 mai 1809 à Florence dans le quartier de Santa Croce, elle est la cinquième des onze enfants de Giuseppe Fiorelli, barbier, et de Rosalinda Pecorai, modiste. Baptisée sous le prénom de Marianna, elle est généralement appelée Anna ou Annina. Comme ses frères et sœurs, elle bénéficie de l'exemple de la foi de ses parents, surtout de son père, qui participe chaque jour à la messe et fréquente l'Oratoire des disciples de saint Philippe Néri.

### Mariage
Elle désire être religieuse, mais à cause de sa pauvreté elle ne peut avoir la dot nécessaire à l'époque pour intégrer un institut religieux. Elle accepte finalement de se marier, le 18 février 1833, avec Giovanni Lapini, un camarade d'enfance et ami de sa famille. Mais elle est malheureuse en ménage, son mari est oisif, joueur, buveur et blasphémateur. Ils n'ont pas d'enfants. Son mari se convertit ensuite mais meurt peu après, en 1842.

### Début de vie religieuse, création de l'école
Veuve, Anna Maria Lapini se retire dans la pauvreté, la prière, et se consacre aux pauvres. En 1846, avec six compagnes, elle reçoit l'habit des tertiaires de saint François. Elle choisit alors de s'appeler « Sœur Anna des Saints Stigmates ».
Dans une maison donnée par les Frères piaristes, la « villa Fantina », elle fonde sa première école. Elle y accueille les enfants les plus défavorisés de Florence, et les éduque « avec amour ».

### Fondation de son ordre
Elle fonde en 1850 l'institut des « Pauvres filles des saints stigmates de saint François d'Assise », plus tard surnommées « Stigmatines », avec comme objectifs l'éducation de la jeunesse et l'exercice des œuvres de miséricorde.
Lors de l'épidémie de choléra en 1854, elle est en première ligne avec ses religieuses pour affronter la maladie. À une sœur qui doit soigner un malade, elle déclare : « Contemple Jésus souffrant, puis mets-toi au travail ».

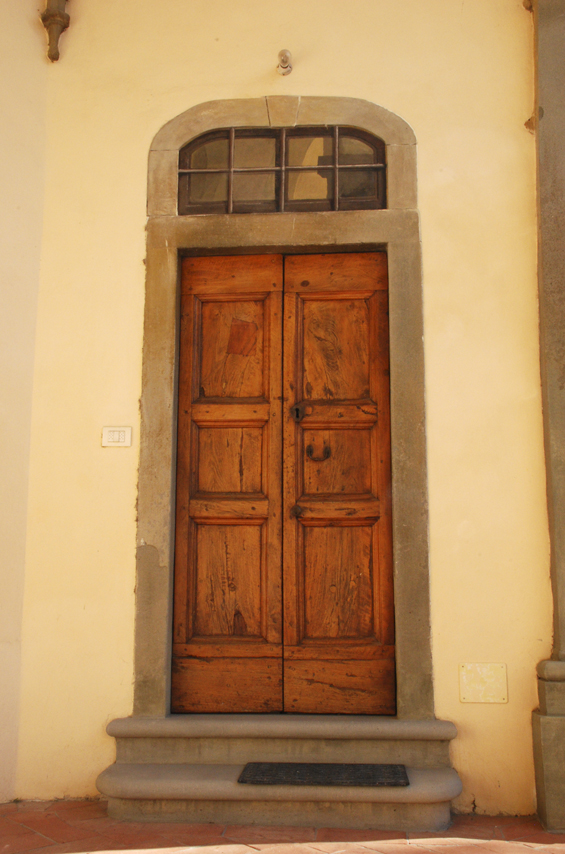
Porte de l'église de la maison mère de son ordre, où elle est morte et inhumée.

Son institut est approuvé par le Saint-Siège de façon provisoire le 23 juillet 1855. Il sera approuvé définitivement en 1888, et se diffuse rapidement.
À propos de sa fondation, elle prie en disant : « Je voulais une chose et Toi, Seigneur, tu m'en fais faire une autre... Tu le sais : Je voulais être à l'écart, inconnue de tous, et tu me mets en avant comme un drapeau sur le clocher de la Croix ; que Ta volonté soit faite. »

### Dernières années
Les années s'écoulant, Mère Anna se sent de plus en plus faible, mais elle continue ses longues heures de prière et les sacrifices qu'elle s'impose. Quand un cancer lui est diagnostiqué, après une visite à ses maisons de Toscane, elle est contrainte au repos au « Portico ». Pendant ses trois mois d'agonie, quand elle laisse échapper une plainte, elle demande pardon à ses sœurs de n'être pas un modèle parfait. Elle meurt le 15 avril 1860 au soir, en se tournant vers une image de saint François.
Son corps repose en l'église Santa Maria della Neve al Portico (it), à la maison mère de son ordre.

## Procédure de béatification
Sa cause en béatification est introduite le 23 janvier 1918. Le décret sur l'héroïcité de ses vertus est promulgué le 12 avril 2003 par Jean-Paul II, la déclarant ainsi « vénérable ». Sa cause est en attente de la reconnaissance d'un miracle pour que son culte puisse être officialisé, au moins localement.